# Folyamatminták
A folyamatminták definiálhatók aktivitások, akciók, feladatok, termékek és hozzájuk kapcsolódó dolgok együtteseként, amiket a szoftverfejlesztés élet ciklusa során követnek.
A folyamatminták könnyebben megérthetők, ha folyamatokra és mintákra osztjuk őket. A folyamatok lépések egymásutánját jelentik a feladatmegoldásban, a minták pedig ismételten előforduló alapvető jelenségek. Általánosabb kifejezésben a minták általános megoldást adnak.
Tipikus példák:
- Kapcsolatba lépés az ügyféllel.
- Elemzés.
- Követelmények összegyűjtése.
- Termék ellenőrzése.
- Tervmodell.

A folyamatminták leginkább a szoftverfejlesztési életciklusában követhetők nyomon, ami magába foglalja a fejlesztés szakaszait. Például:
- Kommunikáció.
- Tervezés.
- Modellalkotás, ami magában foglalja a követelmények összegyűjtését, üzleti szempontú tervezést.
- Fejlesztés a kód megírásával és teszteléssel.
- Telepítés és tesztelés a célgép(ek)en.

## Fordítás
Ez a szócikk részben vagy egészben  a   Process patterns című angol Wikipédia-szócikk fordításán alapul.  Az eredeti cikk szerkesztőit annak laptörténete sorolja fel. Ez a jelzés csupán a megfogalmazás eredetét és a szerzői jogokat jelzi, nem szolgál a cikkben szereplő információk forrásmegjelöléseként.